# 紫心勋章
紫心勋章（Purple Heart）是美国军方的榮譽獎章，自1932年2月22日起开始颁发，一般颁发给對戰事有貢獻或於參戰時负伤的人員。目前個人得到最多紫心勳章的數目為8枚，共有6人保有此紀錄。

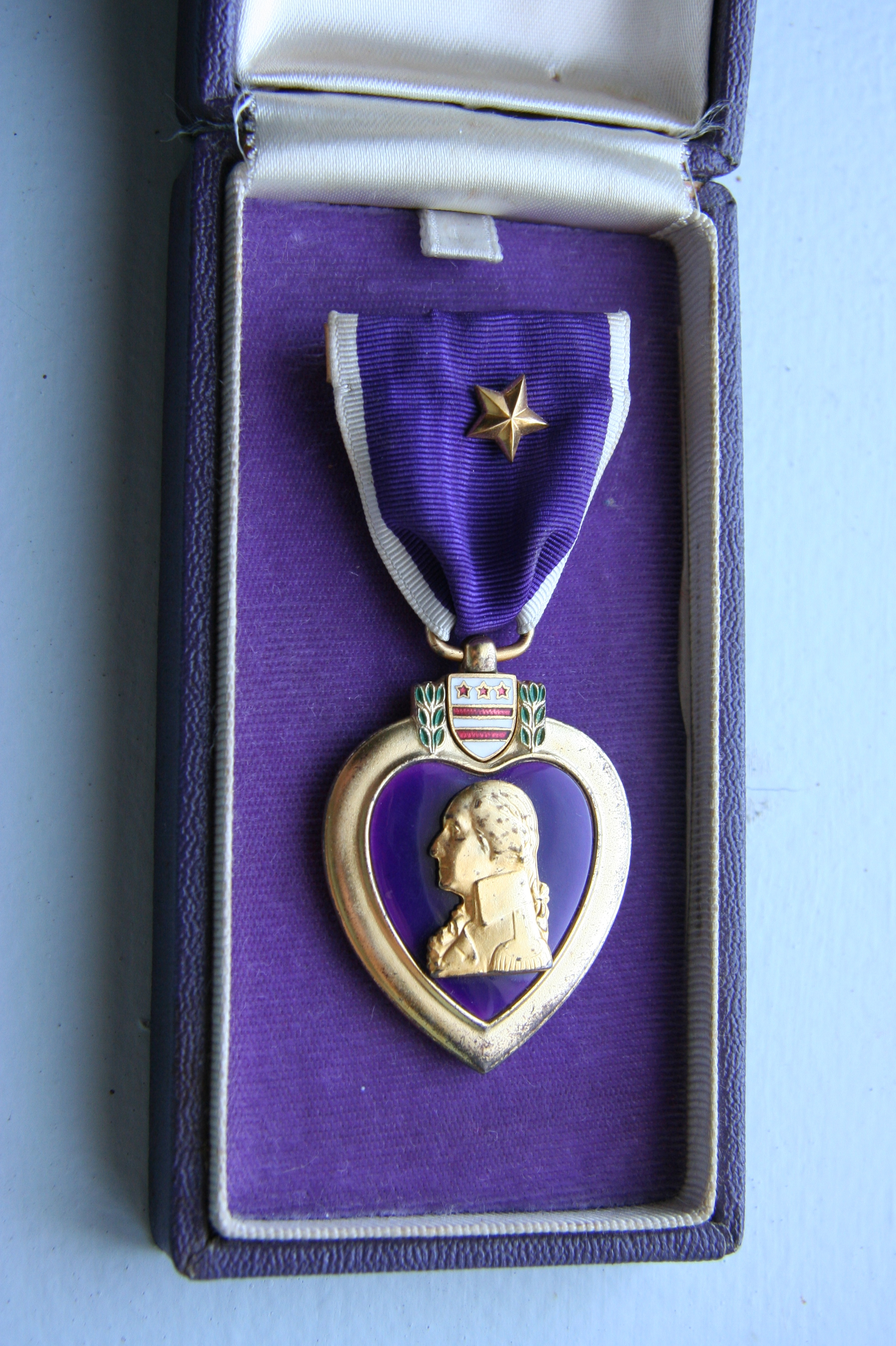

二戰末期，美軍原定實施入侵日本本土的沒落行動作戰計畫。行動設計當時相關高層並不清楚原子彈的存在，預估入侵開始後美軍會有重大傷亡，所以預先生產約50萬枚紫心勳章。可是即使到今日，在二戰結束70多年後，美國在各戰場的受傷總人次也沒超過這個數字。到2000年为止，庫存中仍有12萬枚紫心勳章，足以让在伊拉克和阿富汗战场上受傷的士兵随时能获得授勋。